# Олений (Приморский край)
Оле́ний (в 2002—2011 годах — Оленье) — село в Артёмовском городском округе Приморского края России. Расположено к востоку от Артёма.

## История
До 1972 года — Зверосовхоз Майхе.
2002 - 2011  —  село Оленье

## Население
| 2002 | 2010  | 2021  |
| ---- | ----- | ----- |
| 1228 | ↗1246 | ↘1051 |

## Образование
Система сельского образования включает в себя общеобразовательную школу № 8 и одно дошкольное образовательное учреждение № 39.

## Список улиц
- Ботаническая
- Зоологическая
- Парковая
- Силина
- Сосновая
- Тополиная
- Тропическая

## Транспорт
Связан автобусным сообщением с городом Артёмом маршрутом № 13 Артём (центр) — село Олений.

## Предприятия
- ЗАО «Силинское» (7 июня 1930 года на базе хозяйства» Патюкова образован оленеводческий совхоз «Майхэ», позже переименованный в «Силинский», в честь красного партизана Приморья Дмитрия Семёновича Силина. Он руководил им с 1941 по 1956 годы[5])
- ООО «Научно-исследовательское специализированное оленеводческо-сельскохозяйственное объединение „Олений“»
- ООО «Тритон»
- ООО «Мир»
- ООО «Рыбхолторг»
- ЗАО «Дальпушнина»

## Памятники
Памятник жителям села Олений, погибшим в годы Великой Отечественной войны. Расположен: Приморский край, г. Артём, с. Олений, ул. Силина, 21. Сооружён в 1989 году. Памятник находится в оперативном управлении муниципального учреждения культуры «Методический центр».